# ويليام غرايسون
ويليام غرايسون (بالإنجليزية: William Grayson) هو محامي وسياسي أمريكي، ولد في 1736 في الولايات المتحدة، وتوفي في 12 مارس 1790 في نفس البلد. حزبياً، نشط في Anti-Administration party ‏. وقد انتخب عضو مجلس الشيوخ الأمريكي.